# ギークランド
ギークランド（ぎーくらんど、英語：GeekLand）は、日本の静岡県浜松市に拠点を置く4人組YouTuberグループ。メンバーは佐々木 キリ、海老原 モチ、工藤 ハル、緒方 シロ。また、影山は基本的には編集裏方雑用をこなしている。2018年にYouTubeより動画投稿を中心とする活動を開始。正式名称は ギークインワンダーランド（ぎーくいんわんだーらんど、英語：Geek in Wonderland）。

## 概要
「旅して生きる」を目標に頑張る幼馴染み4人組YouTuber。静岡県浜松市を中心に活動中。
ファンの総称は「ギ民」。
旅動画やラブホテルネタ、バーベキュー・キャンプの動画を中心に投稿。
また、ホットサンドメーカーを使用して色々な食品を扱う動画も得意としている。

## 訪れた国
- 台湾
- ベトナム
- ロシア
- イギリス
- フランス
- イタリア
- ドイツ
- チェコ
- ベルギー

## 来歴

### 2017年
- 11月06日 ギークランド結成・YouTubeチャンネルを登録する。

### 2018年
- 01月19日 動画投稿を開始する。
- 12月12日 チャンネル登録者数100人到達[1]。

### 2020年
- 01月28日 チャンネル登録者数1,000人到達[2]。

### 2021年
- 01月15日 緒方シロ加入発表[3]。
- 09月27日 影山オウ加入発表[4]。
- 10月29日 「ラブホスタッフあるあるで『香水/瑛人』歌ってみた」公開[5]。ラブホネタで波に乗っていたところ、この動画がアップされたことにより、さらに人気に火がついた｡
- 11月03日 チャンネル登録者数1万人到達[6]。

### 2022年
- 03月03日 サブチャンネル・ギークランド放送局にて、工藤シン改め工藤ハルへ改名を発表[7]。

### 2023年
- 07月01日 チャンネル登録者数5万人到達[8]。

## メンバー
| 名前       | 生年月日              | 血液型 | 出身地       | 字幕色   | 好きな飲み物       | 好きな駄菓子                             | 備考 |
| ---------- | --------------------- | ------ | ------------ | -------- | ------------------ | ---------------------------------------- | --- |
| 佐々木キリ | 1993年2月15日（32歳） | A型    | 静岡県浜松市 | 赤       | モンスターエナジー | 明治チューインガム株式会社のガブリチュウ | - 元教員・国語科 - 現役ラブホテルスタッフ - ふっくらとした唇が特徴的 - 高校時代の部活は陸上競技部 （競技は走り高跳び）       |
| 海老原モチ | 1992年7月16日（32歳） | B型    | 静岡県浜松市 | 緑       | コカコーラ         | 遊楽製菓のチョコケーキ(2枚入り)          | - 笑顔の人 - 学生時代に顔面麻痺を発症し完治 - 「B型っぽい」と言われることが好きじゃない                                      |
| 工藤ハル   | 1992年7月28日（32歳） | AB型   | 静岡県浜松市 | 青       | 非公開             | 東豊製菓のじゃが塩バター                 | - 既婚者 - YouTube個人チャンネル 「暮らしと遊び 」                                                                           |
| 緒方シロ   | 非公開                | 非公開 | 静岡県浜松市 | オレンジ | 非公開             | 非公開                                   | - ギークランドの新たな風 - 2021年1月15日の動画にて加入を発表 - 高校時の部活はテニス部 （当時のテニス部のドン） - 財布はGUCCI |
| 影山オウ   | 1997年3月23日（28歳） | 非公開 | 非公開       | 黒       | 非公開             | 非公開                                   | - 編集裏方雑用なんでもこなす幻のファイブマン - 2021年9月27日の動画にて加入を発表                                             |